# Antonio Seguí
Pour les articles homonymes, voir Seguí.
Antonio Seguí, né le 11 janvier 1934, à Córdoba en Argentine et mort le 26 février 2022 à Buenos Aires,  est un artiste franco-argentin.   
Artiste prolifique, peintre, sculpteur, graveur, illustrateur — des pratiques qui se complètent, l'artiste allant de l'une à l'autre sans cesse —, il est également un collectionneur d'art primitif.

## Biographie
Issu d'une famille de commerçants fortunés, Antonio Seguí arrive en France en 1951 pour étudier la peinture et la sculpture. En 1952, il part aussi étudier en Espagne. En 1957, il fait sa première exposition individuelle en Argentine.
En 1958, il effectue un long voyage dans toute l'Amérique du Sud et l'Amérique centrale, avant de s'installer au Mexique, où il étudie les techniques de la gravure.
En 1961, il retourne travailler en Argentine. Très connu en Amérique latine,, son travail est révélé en Europe à l’occasion de la IIIe Biennale de Paris, en 1963, année où il représente l’Argentine. 
S’ensuivent alors des expositions dans les plus grands musées du monde,.
En 1963, il s'installe définitivement en France, à Paris puis à Arcueil, dans l'ancienne propriété d'Émile Raspail ; depuis, il travaillait entre sa résidence française et Córdoba, en Argentine.  
Souvent rattaché au mouvement de la figuration narrative[réf. nécessaire], il se décrit comme un artiste indépendant.
Antonio Seguí a aussi beaucoup voyagé en Afrique, d'où il a rapporté de nombreux objets, et il semble particulièrement intéressé par les éléphants.

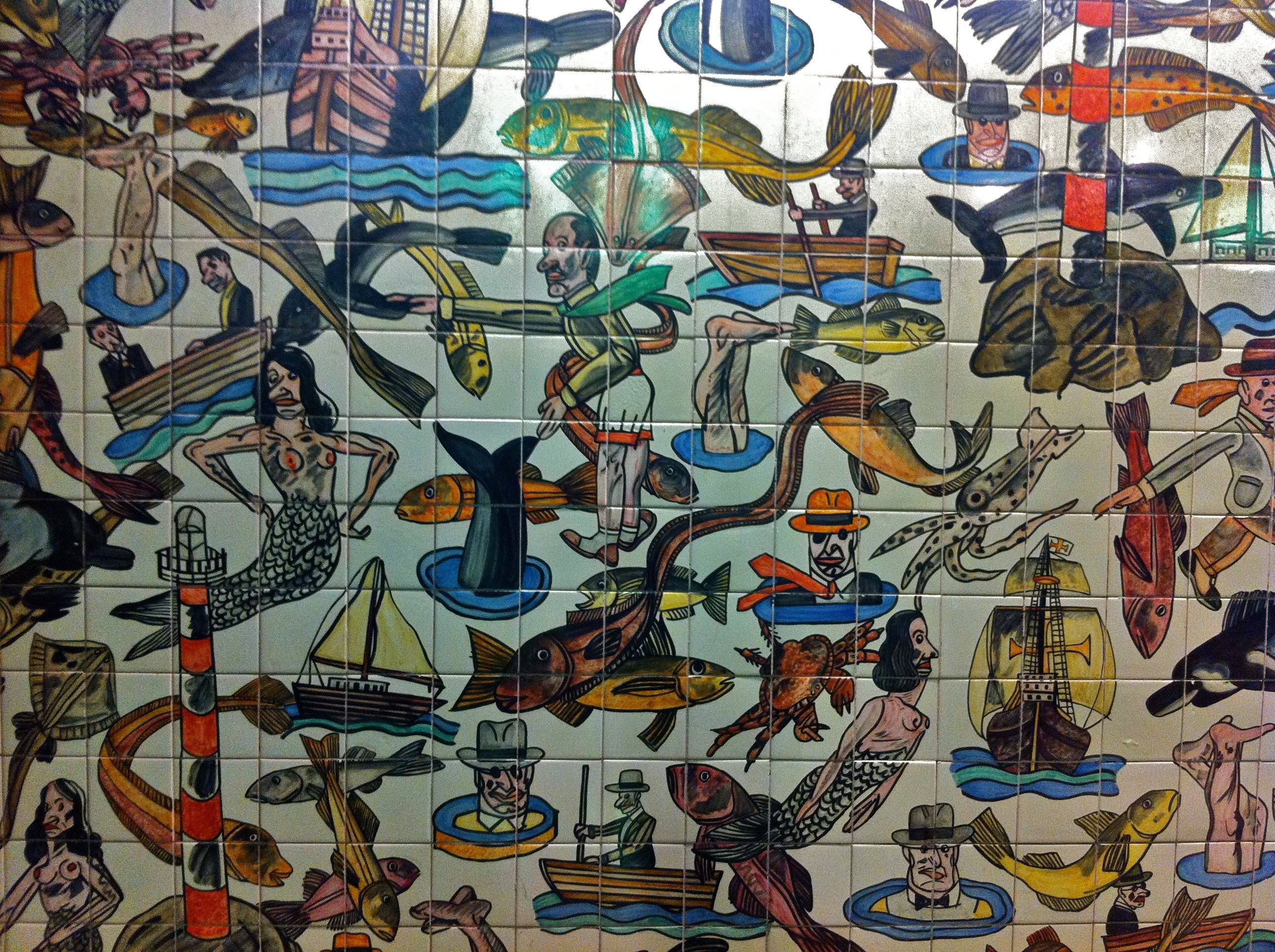
Mural d'Antonio Seguí dans le Metro Oriente à Lisbonne.

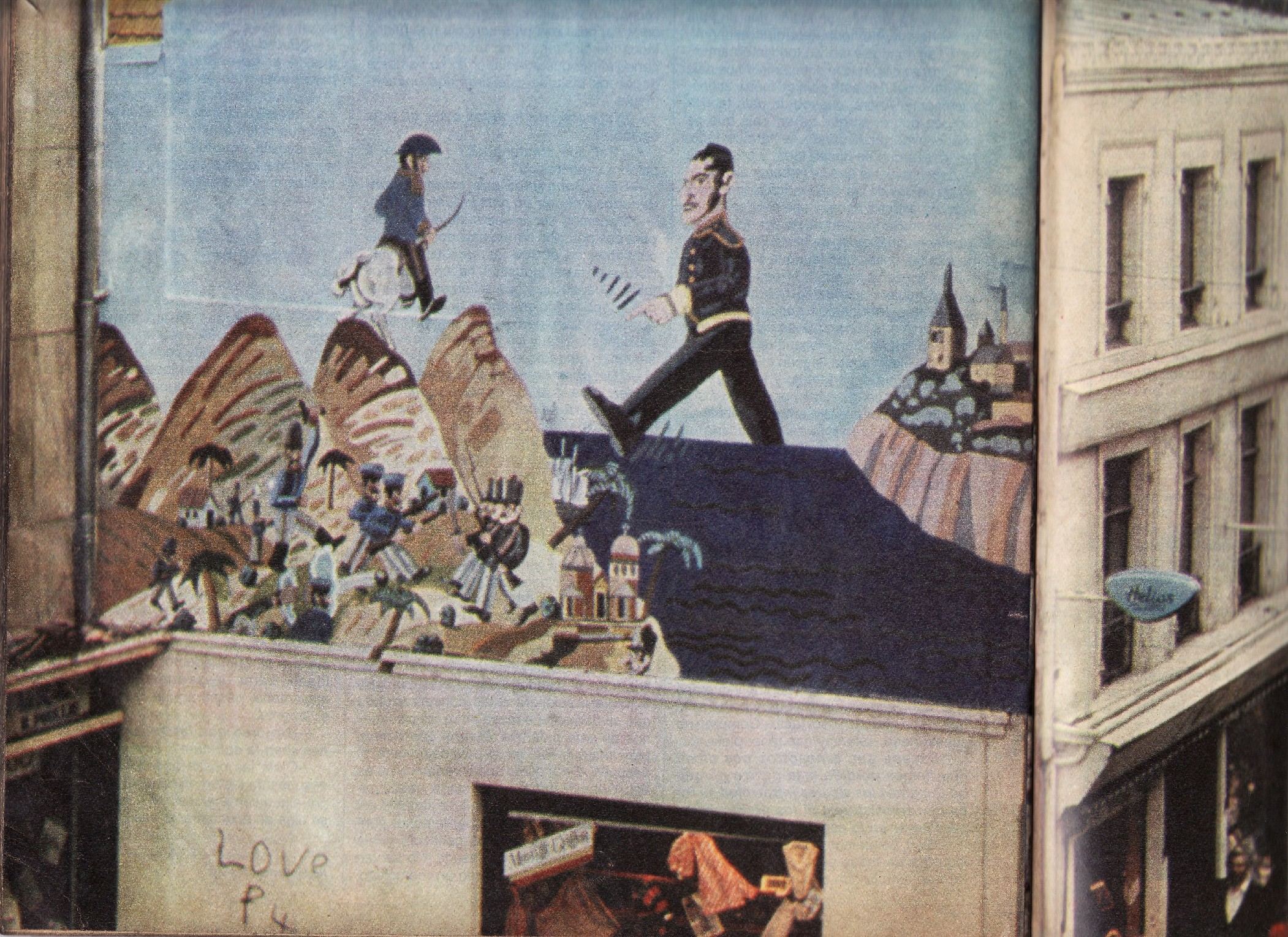
Mural d'Antonio Seguí à Boulogne-sur-Mer.

## Œuvre
Au début de sa carrière, influencé par des artistes comme George Grosz ou Otto Dix, Antonio Seguí pratique une figuration expressionniste d'où se dégage de l'ironie.

Peu à peu, sa figuration évolue vers l'absurde, construisant une sorte de théâtre sur la scène duquel s'ébat un homme en mouvement recherchant sa place dans le monde. La facétie et l'humour supplantant l'angoisse existentielle, il tente d'orchestrer à sa façon les espoirs et les folies d'une comédie humaine, ironique, faussement naïve et inquiétante. Les militaires de la dictature argentine finissent par l'interdire de séjour : 

« Je n'ai pas cherché à les attaquer directement — je ne suis pas un militant, je ne crois pas à l'art engagé —, mais des gens pas très intelligents pensent que quand vous n'êtes pas avec eux, vous êtes contre eux. »

Artiste latino-américain, chacune de ses œuvres porte en elle les images de la cité, de la nuit et de son pays natal : 

« J'ai réglé mes problèmes avec ma mère, avec Dieu, mais avec Córdoba, non ! La ville est restée telle qu'elle était dans mes souvenirs, et j'y reviens toujours en rêve… »

Utilisant le fusain, le pastel, le crayon ou la plume, il fait vivre sur un fond d'agitation urbaine, un monde coloré et graphique qui semble surgir de l'univers de la bande dessinée.
À partir de 2000, Antonio Seguí enrichit sa création en collaborant avec Didier Marien de la galerie Boccara sur une série de tapis artistiques.
Ayant déjà pratiqué les techniques de l'estampe de la lithographie, du monotype, de l'eau-forte ou de la sérigraphie, Seguí réalise à partir de 2002 des gravures au carborundum, dont il aime le « noir dense, avec un langage d'une grande sobriété, très graphique ».
En 2017, il réalise l'estampe du portfolio créé par Cristel Éditeur d'Art pour le 13e prix Jacques Goddet (trophée Carrefour), prix qui récompense chaque année le meilleur article de la presse francophone publié durant le Tour de France.

## Rétrospectives
- 2019 : Bibliothèque nationale de France[2], Paris
- 2005 : Œuvres sur papier, Centre Georges Pompidou, Paris
- 2002 : « Antonio Segui, 50 ans de création », musée des Beaux-Arts de Carcassonne[8].